# SVD Kortemark
SVD Kortemark is een Belgische voetbalclub uit Kortemark. De club is aangesloten bij de KBVB met stamnummer 5935 en heeft geel en blauw als kleuren. De huidige club ontstond in 2006 uit de fusie van VV Kortemark met SVD Handzame.

## Geschiedenis
In 1956 sloot VV Kortemark zich aan bij de Belgische Voetbalbond. Kortemark ging van start in de provinciale reeksen, waar het de volgende decennia bleef spelen. De club klom er gestaag op naar de hogere provinciale reeksen.
Halverwege de jaren 70 sloot in het naburige Handzame voetbalclub SVD Handzame zich aan bij de Belgische Voetbalbond. Deze club klom snel op en werd zo al gauw de eerste club in fusiegemeente Kortemark. In de jaren 90 bereikte SVD Handzame zelfs de nationale bevorderingsreeksen. VV Kortemark speelde toen een tijd in Eerste Provinciale, waar het in 1997 uit zakte. In 1999 promoveerde VV Kortemark weer naar Eerste Provinciale, waar het gemeentegenoot SVD Handzame, dat net gedegradeerd was, aantrof. Kortemark eindigde het seizoen echter afgetekend als allerlaatste en zakte weer naar Tweede Provinciale, terwijl gemeentegenoot Handzame via de eindronde er weer in slaagde te promoveren naar Vierde Klasse.
VV Kortemark kreeg het ook in Tweede Provinciale moeilijker en zakte in 2002 zelfs naar Derde Provinciale. Na een seizoen werd men daar kampioen en zo keerde men in 2003 terug in Tweede. Ondertussen kreeg ook Handzame het moeilijker en die club zakte in 2003 weer uit de provinciale reeksen en zakte ook daar weg. Beide clubs belandden in Tweede Provinciale, besloten samen te gaan en in 2006 fusioneerden VV Kortemark en SVD Handzame tot Sterk Vlug Dapper Kortemark (SVD Kortemark). De club speelde verder in Tweede Provinciale met stamnummer 5935 van Kortemark.
SVD Kortemark speelde nog een aantal seizoenen in Tweede Provinciale, maar zakte in 2010 naar Derde Provinciale. Het eerste seizoen in Derde Provinciale werd men tweede, maar in 2013 werd de titel behaald en zo keerde men terug in Tweede Provinciale. Datzelfde jaar werd het opgeslorpte SVD Handzame nieuw leven ingeblazen, met het oprichten van een nieuwe, afzonderlijk club in Handzame, Nieuw SVD Handzame.
SVD Kortemark werd tijdens het seizoen 2014-2015 kampioen in Tweede Provinciale, waardoor het sinds het seizoen 2015-2016 uitkomt in Eerste Provinciale. 3 seizoenen later komt SVD Kortemark met een tweede elftal uit in in Vierde Provinciale. De A-ploeg eindigde dat seizoen (2018-2019) als voorlaatste, waardoor het terug naar Tweede Provinciale degradeerde. 
In 2022 besloot het bestuur om een punt te zetten achter de A-ploeg in Tweede Provinciale en verder te werken met de ploeg in Vierde Provinciale. Na 1 seizoen promoveerde de club in de eindronde naar Derde Provinciale, maar viel het volgende seizoen terug naar Vierde Provinciale.

## Seizoenen
| Seizoen    | Reeks          | Plaats | Punten |
| ---------- | -------------- | ------ | ------ |
| 2025-2026  | 4e Provinciale |        |        |
| 2024-2025  | 4e Provinciale | 8      | 31     |
| 2023-2024  | 3e Provinciale | 16     | 13     |
| 2022-2023  | 4e Provinciale | 5      | 57     |
| 2021-2022  | 2e Provinciale | 15     | 31     |
| *2020-2021 | 2e Provinciale | 1      | 10     |
| 2019-2020  | 2e Provinciale | 7      | 40     |
| 2018-2019  | 1e Provinciale | 15     | 23     |
| 2017-2018  | 1e Provinciale | 6      | 43     |
| 2016-2017  | 1e Provinciale | 12     | 33     |
| 2015-2016  | 1e Provinciale | 11     | 42     |
| 2014-2015  | 2e Provinciale | 1      | 58     |
| 2013-2014  | 2e Provinciale | 3      | 55     |
| 2012-2013  | 3e Provinciale | 1      | 71     |
| 2011-2012  | 3e Provinciale | 2      | 65     |
| 2010-2011  | 3e Provinciale | 7      | 39     |
| 2009-2010  | 2e Provinciale | 15     | 20     |
| 2008-2009  | 2e Provinciale | 9      | 43     |
| 2007-2008  | 2e Provinciale | 6      | 47     |
| 2006-2007  | 2e Provinciale | 2      | 57     |
| 2005-2006  | 2e Provinciale | 3      | 55     |
| 2004-2005  | 2e Provinciale | 3      | 50     |

*Het seizoen 2020-2021 werd na 5 speeldagen definitief stopgezet door de coronamaatregelen.